# HD 161149
HD 161149，又名BD+14 3321，SAO 103052、HR 6604，是一颗恒星，视星等为6.24，位于銀經38.51，銀緯21.41，其B1900.0坐标为赤經17h 38m 48.6s，赤緯+14° 21.41′ 25″。